# Święcice (Mazovie)
Pour les articles homonymes, voir Święcice.
Święcice [ɕfjɛnˈt͡ɕit͡sɛ] est un village polonais, situé dans la gmina d'Ożarów Mazowiecki de la powiat de Varsovie-ouest dans la voïvodie de Mazovie dans le centre-est de la Pologne.
Il se situe à environ 8 kilomètres à l'ouest d'Ożarów Mazowiecki (chef-lieu) et à 21 kilomètres à l'ouest de Varsovie.
Le village a une population de 863 habitants en 2020.